# آنها مرا دوست داشتند
آنها مرا دوست داشتند فیلمی به کارگردانی و تهیه‌کنندگی محمدرضا رحمانی و نویسندگی محسن دین‌محمد و محمدرضا رحمانی محصول سال ۱۴۰۰ است. فیلمبرداری این فیلم در اسفند ۱۴۰۰ به مدیریت ابوالفضل نباتی انجام شده. غرب و جنوب تهران لوکیشن‌های فیلمبرداری این فیلم هستند.

## داستان
یک زوج به دلیل مریضی کودک خود متوجه می‌شوند سرطان نادر ژنتیکی دارد و خون پدرش به او نمی‌خورد و یک چالشی بین زوج صورت می‌گیرد که دلیلش چیست و با یکدیگر همراه می‌شوند تا همه چیز روشن شود.